# Президентские выборы в Сьерра-Леоне (1985)
Президентские выборы в Сьерра-Леоне проходили 1 октября 1985 года для утверждения Джозефа Сайду Момо на посту президента. В 1978 году в стране была установлена однопартийная система и только один кандидат от правящей партии мог участвовать. Таким образом, проводился референдум для одобрения его кандидатуры. Выборы стали первыми прямыми президентскими выборами в Сьерра-Леоне. Момо был одобрен 99,85% голосов избирателей.

## Результаты
| Выбор                                                                                    | Голоса    | %      |
| ---------------------------------------------------------------------------------------- | --------- | ------ |
| За                                                                                       | 2 780 495 | 99,85% |
| Против                                                                                   | 4096      | 0,15%  |
| Всего                                                                                    | 2 784 591 | 100%   |
| Источник: African Elections database Архивная копия от 7 августа 2011 на Wayback Machine |           |        |